# 日域究
日域 究（じついき きわむ、1952年 - ）は、日本の政治家。広島県大竹市議会議員（５期）。

## 来歴
広島県大竹市出身、東洋大学卒業。学校法人大竹学園理事長、大竹中央幼稚園園長。2003年（平成15年）大竹市議会議員に初当選、以降５期連続当選。
2014年（平成26年）と2018年（平成30年）に、透明性のある市政運営を掲げて、大竹市長選挙に出馬するも、現職の入山欣郎に敗れる。

## 参考

### 違法公金損害賠償請求事件（住民訴訟）
大竹市が大願寺山に造成した市有地を、鑑定評価額の半額以下で売却したのは違法として、日域をはじめとする住民らが、市長の入山欣郎に対して３億6,300万円の損害賠償を求める住民訴訟が起こした。広島地方裁判所の１審判決では原告が訴えを退けられ、住民側が判決を不服として控訴した。2017年（平成29年）３月９日の広島高等裁判所では、１審・広島地裁判決を変更し、入山に１億4,910万円を請求するよう市に命じた。市は最高裁判所に上告し、2018年（平成30年）11月６日に広島高裁の判決を棄却する判決を下した。